# Стебницький калійний комбінат
Стебницький калійний комбінат — колишнє підприємство гірничо-хімічної промисловості в місті Стебнику, що випускало мінеральні добрива.

## Історія
Значні запаси калійних солей відкрили у Стебнику в кінці. 1870-их pоків, але видобуток почато лише в 1923-му. Станом на 1927 рік — 104 200 т. 
За часів СРСР виявлено нові поклади калійних солей, реконструйовано старі шахти, збудовано ряд нових цехів комбінату. В 1961 введено у дію комплекс шахти «Нової» потужністю 1 млн т калійних солей на рік, у 1966 стала до ладу збагачувальна фабрика. 
1970-го року потужність комбінату збільшено до  0,5 млн т концентрату. Станом на 1971 рік потужність по руді становила 3 млн т руди. 
Після аварії у 1988 році завод в кілька етапів припинив свою роботу.

## Фотогалерея

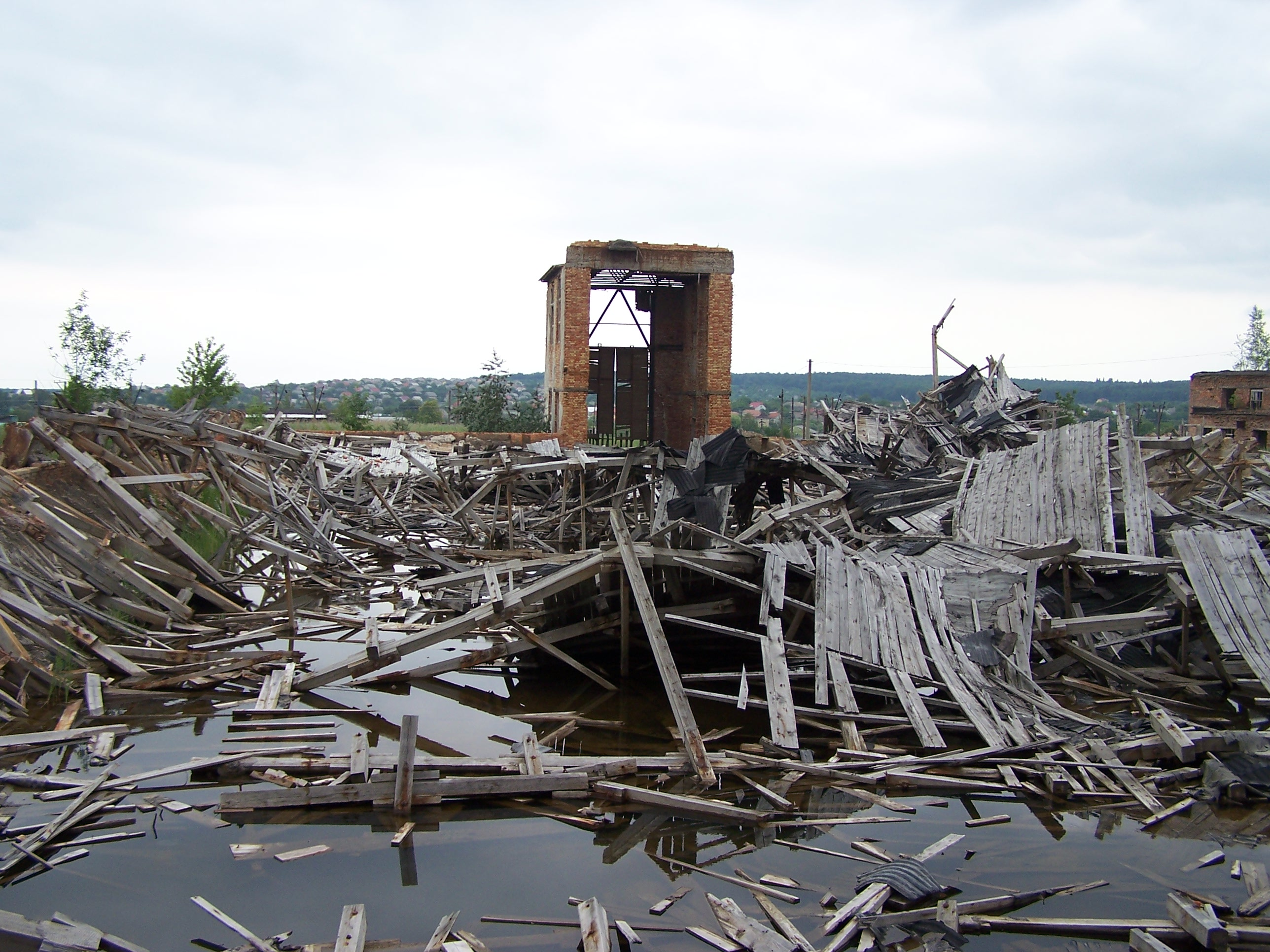
Сталкерська зона комбінату
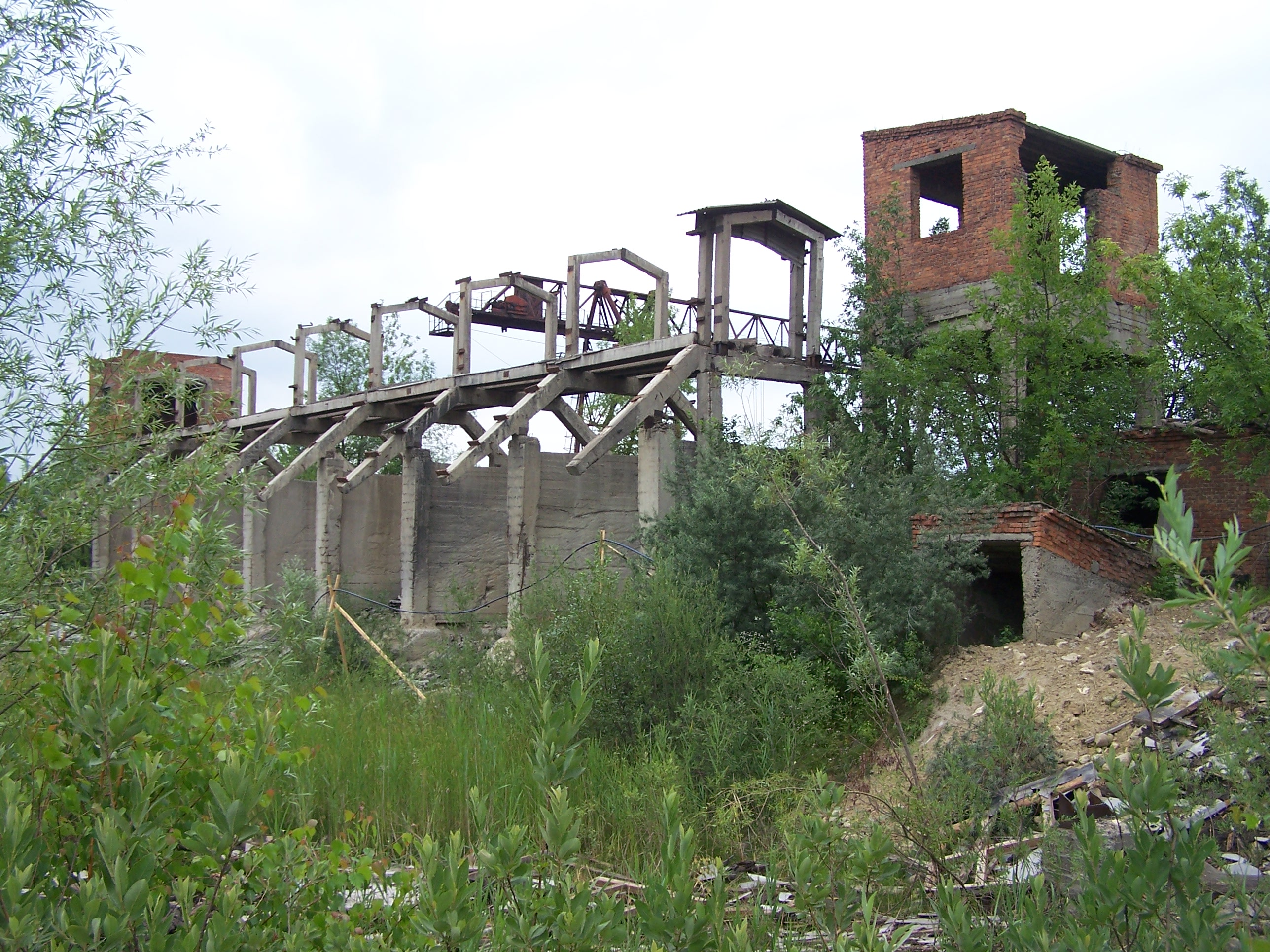
Залишки колишнього гіганта
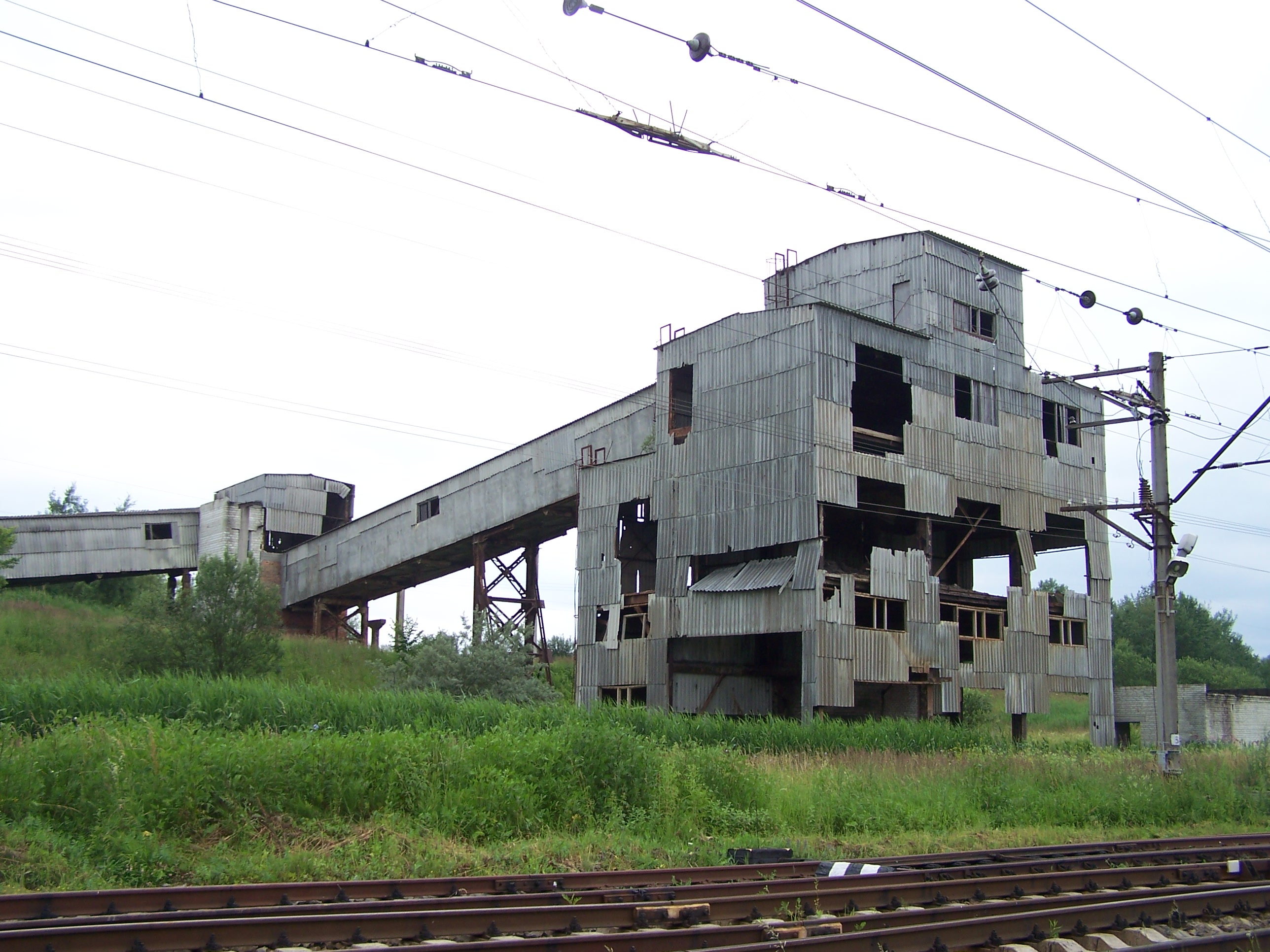
Залишки ліфтової шахти
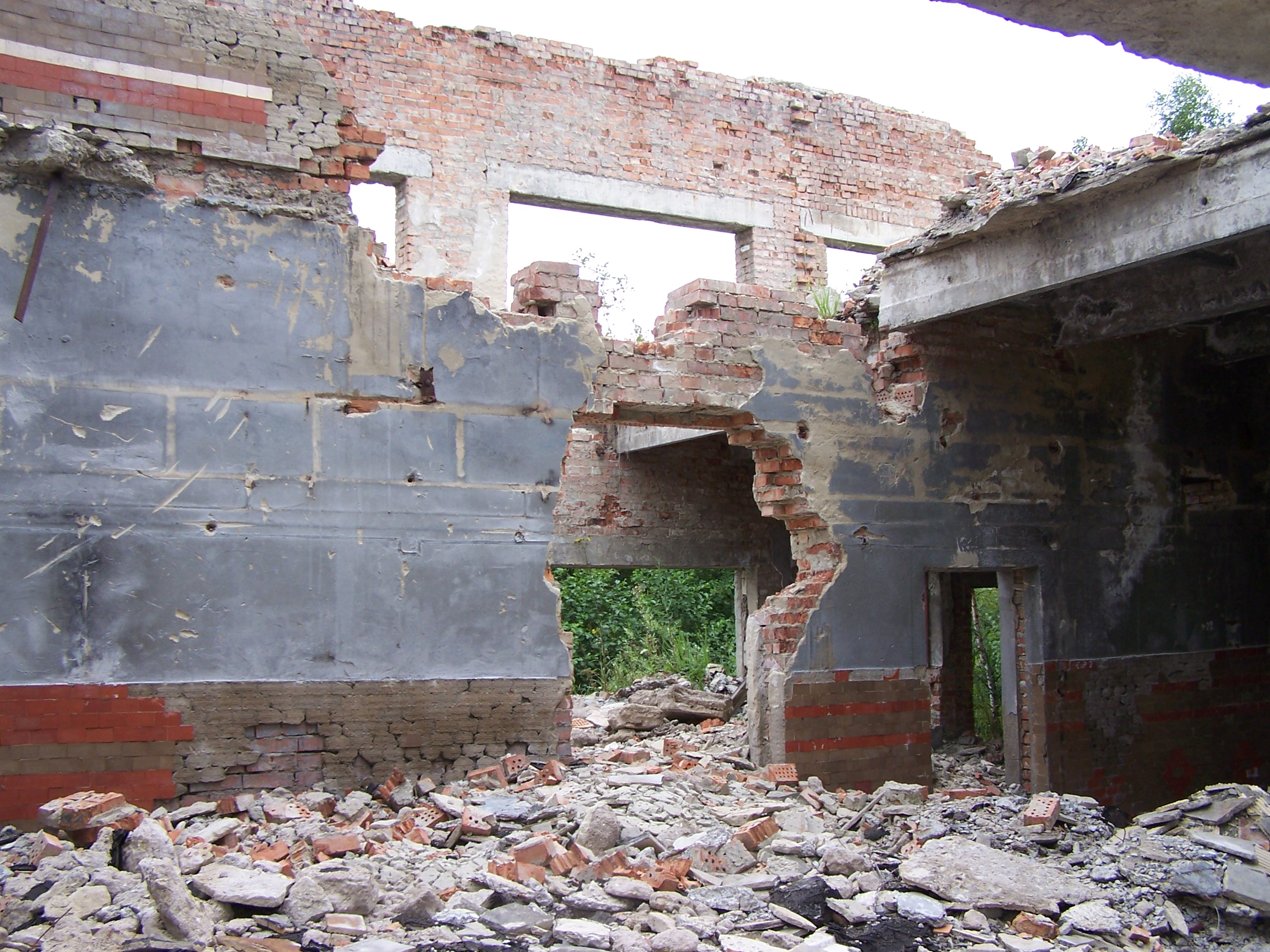
Об’єкт індустріального туризму
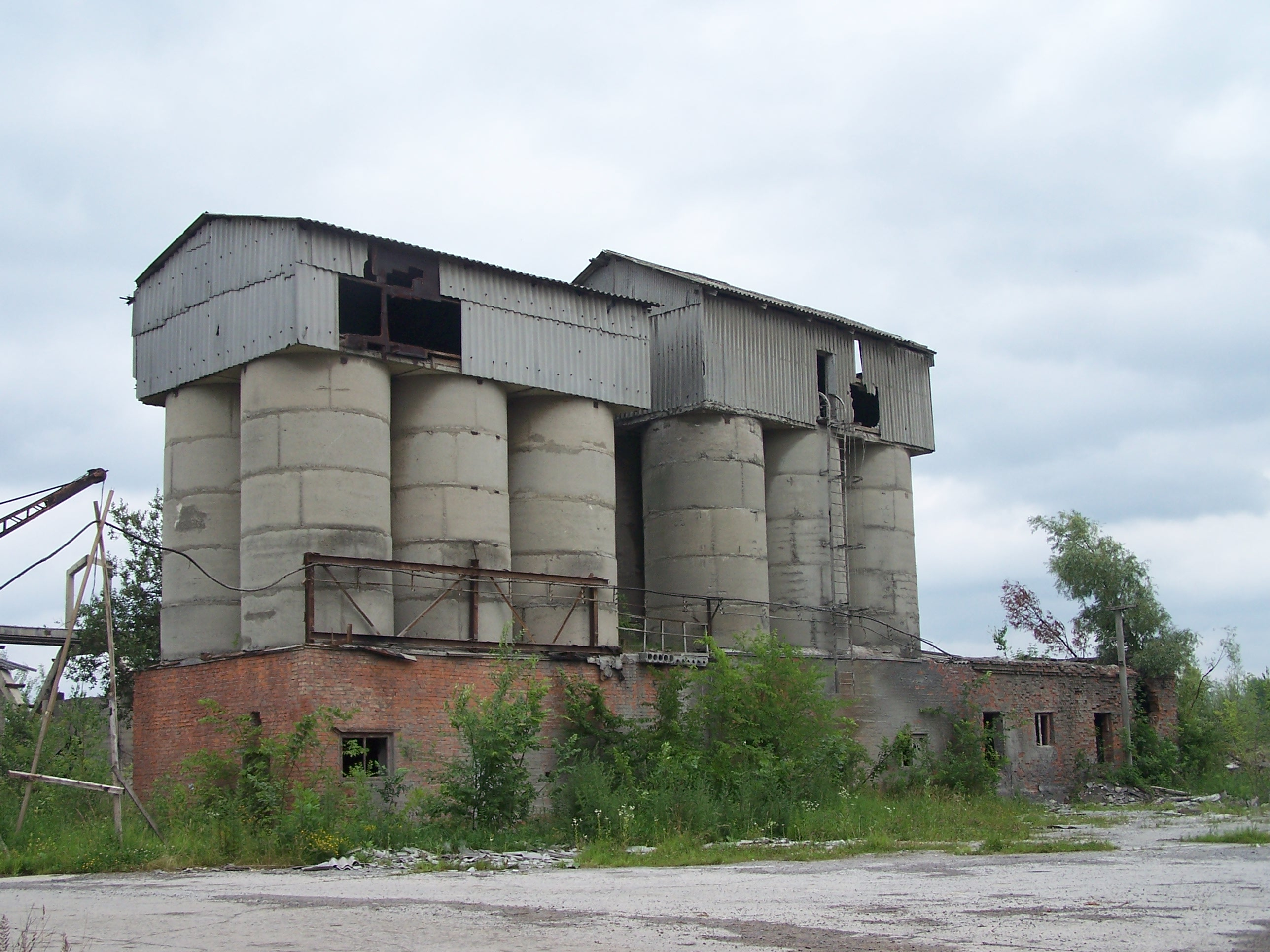
«Стебницький Стоунхендж»
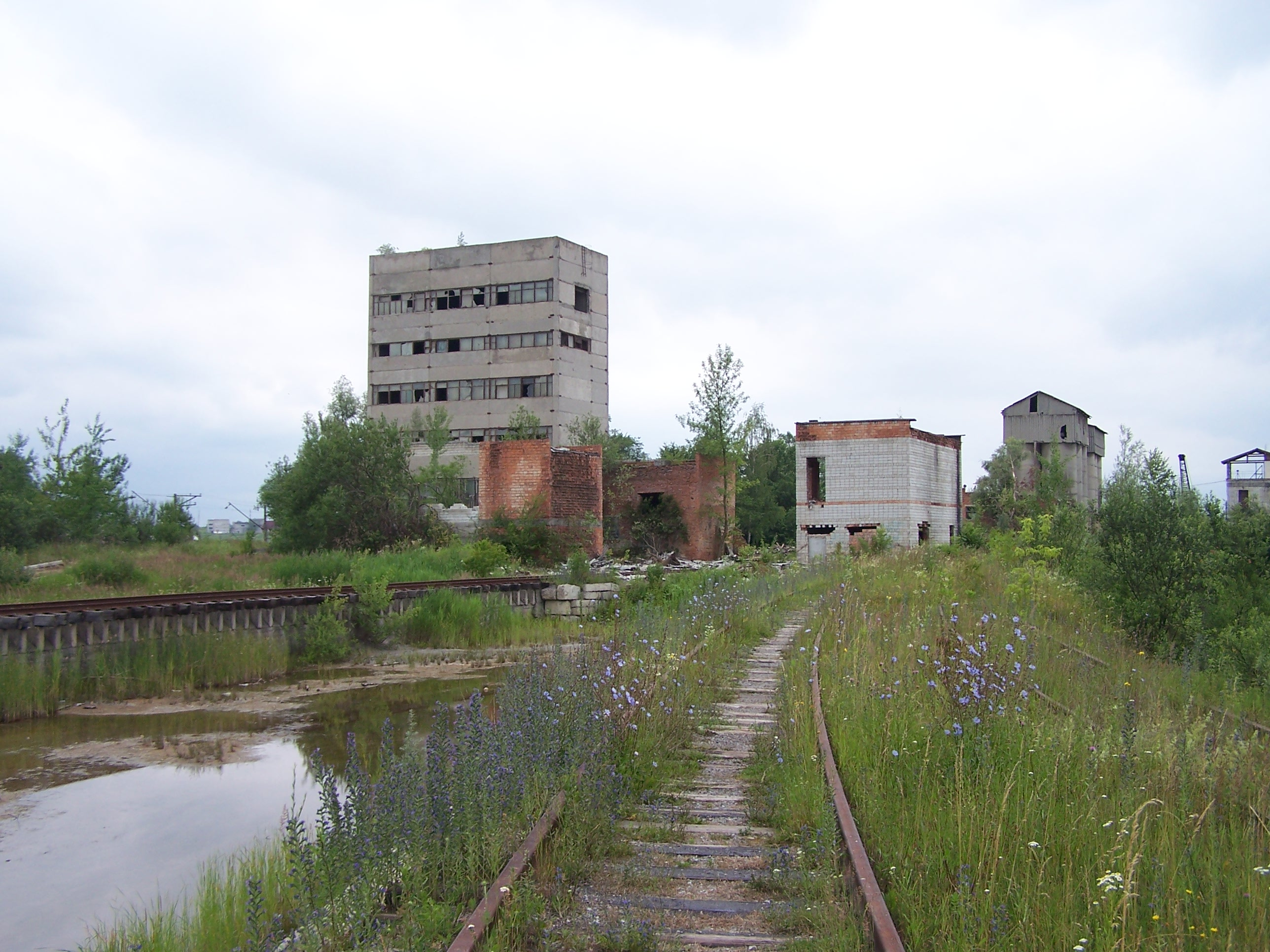
Покинута дирекція комбінату

Усі занедбані споруди комбінату є об'єктами індустріального туризму.